# نیو تریر (مینه‌سوتا)
نیو تریر، مینه‌سوتا (به انگلیسی: New Trier, Minnesota) یک شهر در ایالات متحده آمریکا است که در شهرستان داکوتا واقع شده‌است.

## خصوصیات
نیو تریر ۰٫۵۴ کیلومترمربع مساحت و ۱۱۲ نفر جمعیت دارد و ۲۹۹ متر بالاتر از سطح دریا واقع شده‌است.